# Jessy Trémoulière

a Compétitions nationales et continentales officielles uniquement.

b Matchs officiels uniquement.
Jessy Trémoulière, née le 29 juillet 1992 à Beaumont (Puy-de-Dôme), est une joueuse internationale française de rugby à XV. Elle évolue au poste d'arrière à l'ASM Romagnat et dans le XV de France.
En 2018, elle est élue par World Rugby meilleure joueuse de rugby à XV du monde. Deux ans plus tard, elle est élue par la même instance, meilleure joueuse de rugby à XV de la décennie 2010-2020.

## Biographie

### Jeunesse et formation
Jessy Trémoulière naît le 29 juillet 1992 à Beaumont, dans le Puy-de-Dôme. Elle grandit sur l'exploitation agricole de ses parents à Barlières, hameau de la commune de Bournoncle-Saint-Pierre, en Haute-Loire. Elle perd sa mère à l'âge de 14 ans des suites de maladie.
Son père joue au rugby. Elle pratique d'abord le tennis puis la pétanque (pendant sept ans) et le basket-ball (un an). Elle joue neuf ans au football. Elle découvre le rugby à 16 ans, lors d'une journée d'initiation au lycée de Brioude-Bonnefont. Elle pratique le rugby à XV à l'association sportive du lycée (2008-2010) puis à l'Ovalie romagnatoise. Elle continue le football en parallèle. Mais le rugby prend le dessus petit à petit, car elle est retenue en sélection nationale des lycées agricoles puis en équipe de France des moins de 20 ans.

### Internationale de rugby à XV
Le 29 novembre 2011, lors d'un match Italie-France, elle est sélectionnée pour la première fois en équipe nationale. À la même époque, à l'occasion d'un tournoi à La Réunion, elle découvre le rugby à sept.
Elle joue les cinq matches du Tournoi des Six Nations 2014, qui voit les Françaises réaliser le Grand Chelem. Elle participe à la Coupe du monde de rugby à XV 2014, qui se dispute en France du 1er au 17 août 2014. La France termine troisième.
En 2015, elle est titulaire dans les cinq matches du Tournoi des Six Nations. Lors de la dernière journée face aux Anglaises, à Twickenham, elle inscrit 16 des 21 points tricolores (un essai, trois pénalités et une transformation). Le match est remporté par la France (15-21). Trémoulière est désignée meilleure joueuse du match. La France termine deuxième du Tournoi.

### Semi-professionnelle de rugby à sept
En juillet 2015, elle signe  un contrat semi-professionnel de rugby à sept avec la Fédération française de rugby, dans le cadre de la préparation des Jeux olympiques de 2016 à Rio de Janeiro,.
En 2016, en rugby à XV, elle ne participe pas au Tournoi des Six Nations. Elle est championne de France d'Élite 2 avec l'Ovalie romagnatoise. Le club, qui devient l'ASM Romagnat, accède au Top 8.
En rugby à sept, lors des Jeux de Rio, elle est initialement réserviste. Shannon Izar se blesse lors du premier match et Jessy Trémoulière la remplace. Elle signe un nouveau contrat semi-professionnel avec la FFR. Son temps dévolu à l'équipe de France de rugby à sept (où elle joue au poste de pilier) est maintenant de 75 %. Elle convient qu'il ne sera pas toujours facile de trouver des accommodements entre les trois calendriers : celui de son club, celui de l'équipe de France à XV et celui de l'équipe de France à sept. En septembre, elle se fracture le péroné. Elle reste quatre mois privée de compétition. 
En 2017, elle participe au Tournoi des Six Nations, occupant un poste de titulaire à l'arrière lors des trois premières rencontres contre l'Angleterre, 
l'Écosse 
et l'Irlande, match où elle inscrit une transformation et une pénalité. Remplaçante face à l'Italie, elle retrouve un poste de titulaire face au pays de Galles, match où elle inscrit un essai, deux pénalités et quatre transformations. Elle est retenue dans le groupe pour disputer la Coupe du monde 2017 en Irlande. Mais, blessée à la hanche, elle déclare forfait avant le début de la compétition. Cette année-là, elle quitte l'ASM Romagnat pour le Stade rennais rugby.

### Année 2018: meilleure joueuse du monde
Le 3 février 2018 à Toulouse, lors du premier match du Tournoi des Six Nations contre l'Irlande, elle marque un essai (34e) et réussit deux transformations (26e et 75e). La France l’emporte 24 à 0. Contre l’Italie, le 24 février au Stade Armand-Cesari de Furiani, elle inscrit 22 points : elle marque un essai à la 30e minute et connaît une réussite de 8 sur 8 aux coups de pied placés (sept transformations et une pénalité). Elle est élue femme du match. La France l’emporte 57 à 0. Le 10 mars au Stade des Alpes de Grenoble, contre l’Angleterre, elle réussit une pénalité à la 55e minute et marque deux essais, l'un à la 30e minute, et surtout l'essai de la gagne à la 79e minute. La France l’emporte 18 à 17. Lors de la dernière journée contre le pays de Galles, le 16 mars au stade Eirias Stadium de Colwyn Bay, elle marque un essai à la 40e minute et réussit trois transformations (7e, 13e, 57e). La France gagne 3 à 38 et réalise le Grand Chelem. Sur l'ensemble du Tournoi, Trémoulière termine meilleure marqueuse (5 essais, à égalité avec l'arrière anglaise Ellie Kildunne) et meilleure réalisatrice (61 points) devant l'ouvreuse anglaise Katy McLean (42 points).
En octobre, elle se blesse en club (rupture du ligament interne du genou) et déclare donc forfait pour la tournée d'automne des Bleues contre la Nouvelle-Zélande. Le 5 novembre 2018, elle reçoit l'Oscar du Midi olympique de joueuse française de l'année. Le 25 novembre, elle est élue par World Rugby meilleure joueuse de rugby à XV du monde. 
Elle est la première Française à recevoir cette récompense.

### Année 2019
En 2019, elle retrouve les terrains, d'abord avec l'équipe de France à sept. Elle effectue son retour à XV le 9 mars 2019, à l'occasion d'Irlande-France, quatrième match du Tournoi des Six Nations (victoire française, 17 - 47). Elle réalise un 100% face aux perches (six transformations). Elle est présente dans l'équipe qui subit une défaite 31 à 12 contre l'Italie lors de la dernière journée du tournoi, rencontre où elle inscrit une transformation. 
Elle retrouve ensuite l'équipe de France à l'occasion des Rugby Super Series. Lors du premier match de cette compétition qui regroupe les cinq meilleures équipes du monde, elle entre en jeu après la mi-temps contre le Canada, inscrivant le troisième essai des Françaises, qu'elle transforme, les Bleues s'inclinant 36 à 19. 
Lors du deuxième match, face aux Black Ferns, l'équipe de Nouvelle-Zélande, elle inscrit le troisième essai de son équipe à la 60e minute, la France l'emportant 25 à 16, la deuxième victoire consécutive contre les championnes du monde en titre.
À l'intersaison 2019, elle quitte le Stade rennais pour revenir à l'ASM Romagnat. Par ailleurs, après quatre années sous contrat fédéral à sept, elle quitte l'équipe de France à sept. Elle signe un contrat fédéral à XV.

### Troisième Coupe du monde
En 2022, elle est sélectionnée par Thomas Darracq pour disputer la Coupe du monde de rugby à XV en Nouvelle-Zélande.

## Palmarès

### En club
- Championnat de France féminin :
  - Championne (1) : 2021

### En équipe nationale
- Tournoi des Six Nations (France) :
  - Deuxième : 2015
  - Vainqueure en 2014 (Grand Chelem) et en 2018 (Grand Chelem)
- Troisième de la Coupe du monde féminine de rugby à XV 2014
- 70 sélections en équipe de France féminine de rugby à XV au 30 avril 2022.

### Distinctions personnelles
- Oscars du Midi olympique : Oscar de la meilleure joueuse française 2018
- Prix de la meilleure joueuse du monde World Rugby 2018
- Prix World Rugby de la meilleure joueuse de la décennie 2010-2020[44].